# 巴塞尔法国车站
巴塞尔法国车站（法語：Gare de Bâle SNCF）是瑞士巴塞尔市内的6座铁路车站之一，由法国国家铁路负责运营。该站被集成在巴塞尔瑞士车站内，但拥有独立的站台、独立的到发线以及一个海关屏障与前者分隔。该站使用的轨道编号为30至35道。
法国车站正日益与瑞士车站合并，并且法国国铁已不再有兴趣维护，正在逐步退出运营，瑞士联邦铁路正在接管越来越多的功能，如售票和列车调度，进保留TER大東部大區列车的2台自动售票机。2017年至2021年间，车站大楼西翼进行了翻修。将原一楼的海关区域改建为零售和餐饮区外，还建造了一个约1000平方米的新地下室，连接SBB车站。